# 1524

## Родени
- Луиш ди Камоинш, португалски поет
- 11 септември – Пиер дьо Ронсар, френски поет

## Починали
- Пиетро Перуджино, италиански художник
- 23 май – Исмаил I, шах на Иран
- 24 декември – Вашко да Гама, португалски мореплавател